# Scheepvaart- en Voedingskanaal

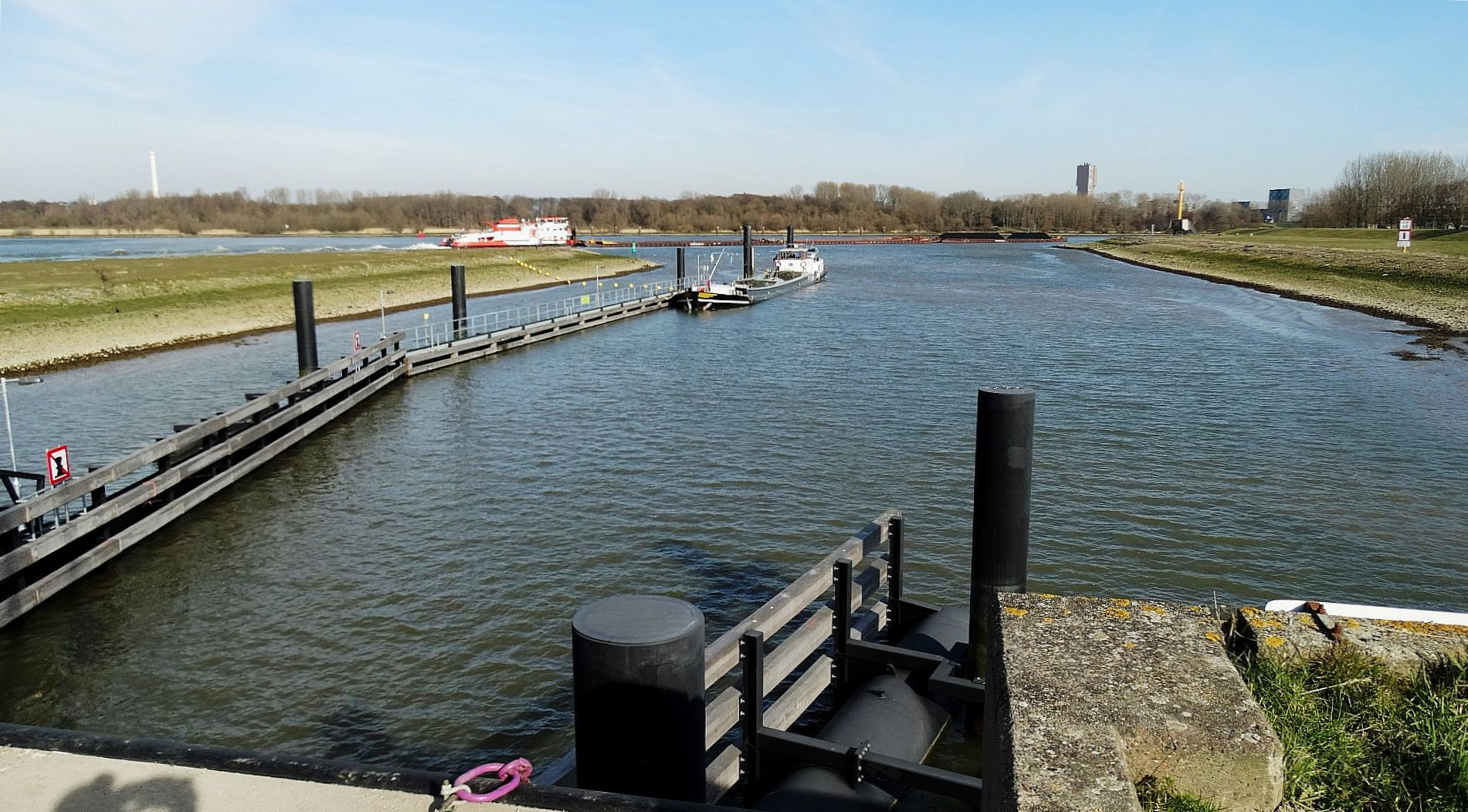
Scheepvaart- en Voedingskanaal vanaf de Voornse Sluis richting Oude Maas

Het Scheepvaart- en Voedingskanaal is een kanaal in de Nederlandse provincie Zuid-Holland. Het bevindt zich ten noorden van het eiland Voorne-Putten tussen Zwartewaal en Spijkenisse en is de verbinding tussen het Brielse Meer en de Oude Maas. 
Ten oosten van de over het Scheepvaart- en Voedingskanaal gelegen Hartelbrug heeft het kanaal twee armen met een aansluiting met de Oude Maas: in de noordelijke arm bevindt zich een sluis ten behoeve van de pleziervaart, in de zuidelijke arm bevindt zich een inlaat, Inlaatsluis Spijkenisse. De sluis heeft een doorvaartbreedte van 7,5 meter en een nuttige schutlengte van ± 65 meter, met een maximum van 71 meter. Om verzilting van het Scheepvaart- en Voedingskanaal te voorkomen, is de sluis voorzien van twee centrifugaalpompen en bijbehorende langs- en dwarsriolen, waarmee het zoute of brakke water uit de kolk naar de Oude Maas kan worden teruggepompt en worden vervangen door zoet water uit het Brielse Meer.
Tussen de Hartelbrug en de aansluiting met het Brielse Meer heeft het kanaal een verbinding met het noordelijke uiteinde van zowel de Bernisse als het Kanaal door Voorne.